# Rybák dlouhoocasý
Rybák dlouhoocasý (Sterna paradisaea) je středně velký druh rybáka, který hnízdní v severní části holoarktické oblasti a na zimu táhne do pobřežních vod Antarktidy. Každoročně může nalétat i přes 90 000 kilometrů, což je vůbec nejvíc mezi všemi ptáky. Díky dlouhodobému pobytu ve vysokých zeměpisných šířkách rybák dlouhoocasý každoročně zažívá více denního světla než jakýkoliv jiný živočišný druh. V malém počtu protahuje i vnitrozemím Evropy a nejčastěji od dubna do června bývá vzácně, avšak pravidelně zaznamenáván i v Česku.
Tento útlý, elegantně vyhlížející pták dosahuje délky těla kolem 33–36 cm. Má krátké červené nohy a červený zobák a hluboce vykrojený ocas. Většina opeření je světle šedá až bílá s výjimkou nápadně černé čapky, která sahá od vrcholu hlavy těsně pod oči. Hlavní složku jídelníčku představují menší rybky. Druh je spojován s kleptoparazitismem – ostatní druhy ptáků (chaluhy, racci aj.) mu často kradou jídlo a také sám rybák dlouhoocasý může některým jiným ptákům uzmout potravu. Hnízdí na zemi v koloniích, samice klade 1–3 vejce. Je ohrožen doprovodnými jevy globálního oteplování (mj. změnami v distribuci potravy i ve větrných vzorcích, úbytkem habitatu) a místně i sběrem vajec pro lidskou konzumaci nebo invazivním predátorem norkem americkým. I tak je rybák dlouhoocasý s populací čítající několik milionů jedinců považován za málo dotčený druh. 

## Systematika

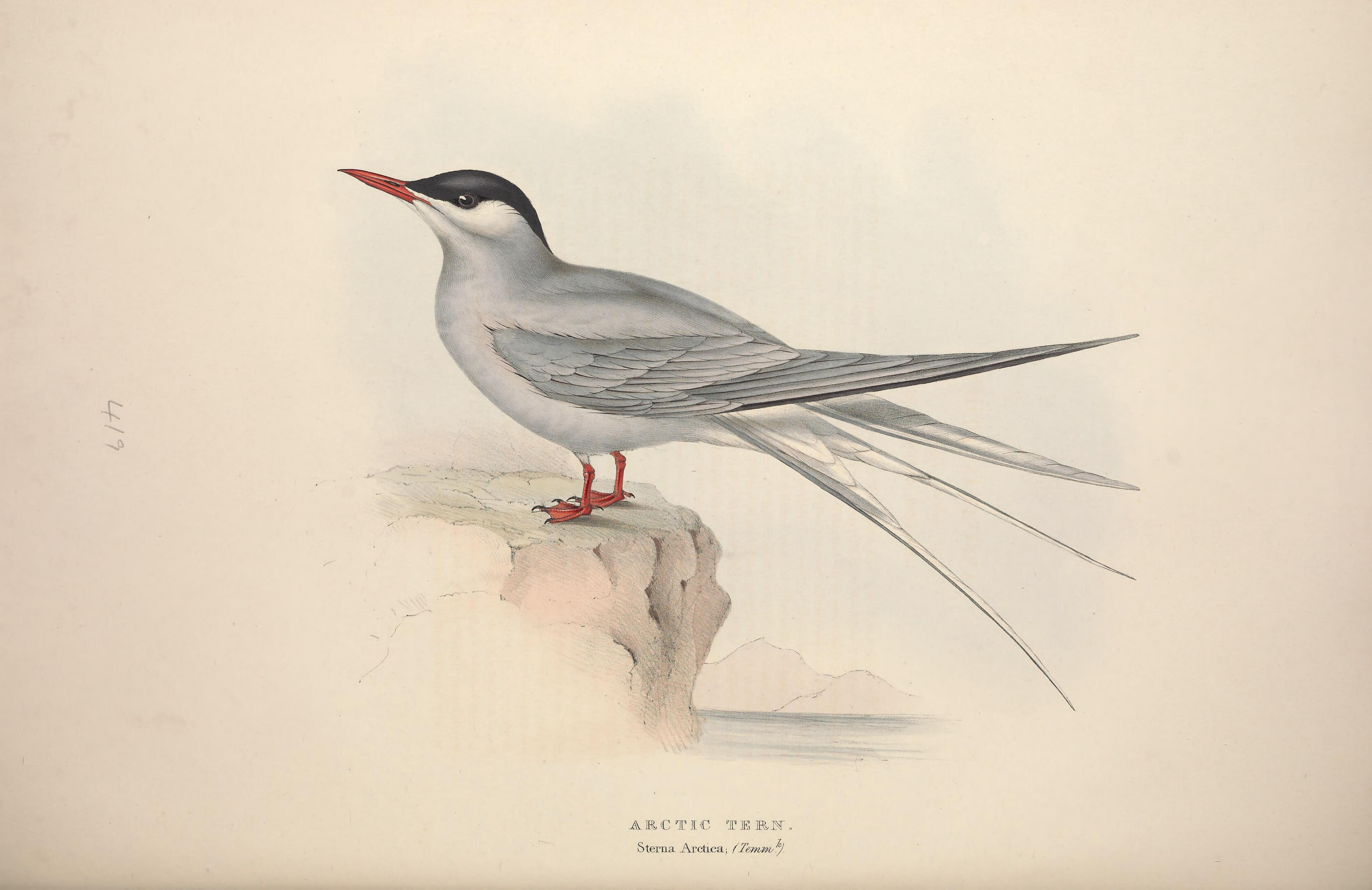
Ilustrace rybáka dlouhoocasého z roku 1837

Za formální autoritu druhu se považuje dánský klerik Erik Pontoppidan, který druh popsal v roce 1763 jako Sterna paradisaea. Rodové jméno Sterna pochází ze staroanglického Stern / Stearn / Starn, což je staroanglický název pro rybáka černého (Chlidonias niger). Druhové jméno paradisaea má základ v latinském paradisus („ráj“). Druhové jméno snad odkazuje na vznosný let rybáka dlouhoocasého, jeho světlé opeření nebo dlouhý ocas. Jedná se o monotypický druh, tzn. nevytváří žádné poddruhy.
Rybák dlouhoocasý se řadí do rodu Sterna, který zahrnuje středně velké bílé rybáky s převážně černou čapkou, kteří se vyskytují v pobřežních oblastech takřka po celém světě. Vztahy rybáků se ve vědecké literatuře řeší už celá desetiletí. Podle studie mitochondriální DNA z roku 2005 patří k nejbližším příbuzným rybáka dlouhoocasého rybák jižní (S. vittata) a rybák jihoamerický (S. hirundinacea). K jejich vydělení do samostatných druhů ze společného předka došlo teprve v posledních 1,5 milionů let.
Rybák dlouhoocasý se může s některými příbuznými druhy křížit. Byly zaznamenány případy kříženců rybáka dlouhoocasého s rybákem rajským (S. dougallii) (Nové Skotsko, Shetlandy) a s rybákem Fosterovým (S. forsteri). Zaznamenané spárování s rybákem obecným (S. hirundo) bylo bez potomků.

## Výskyt

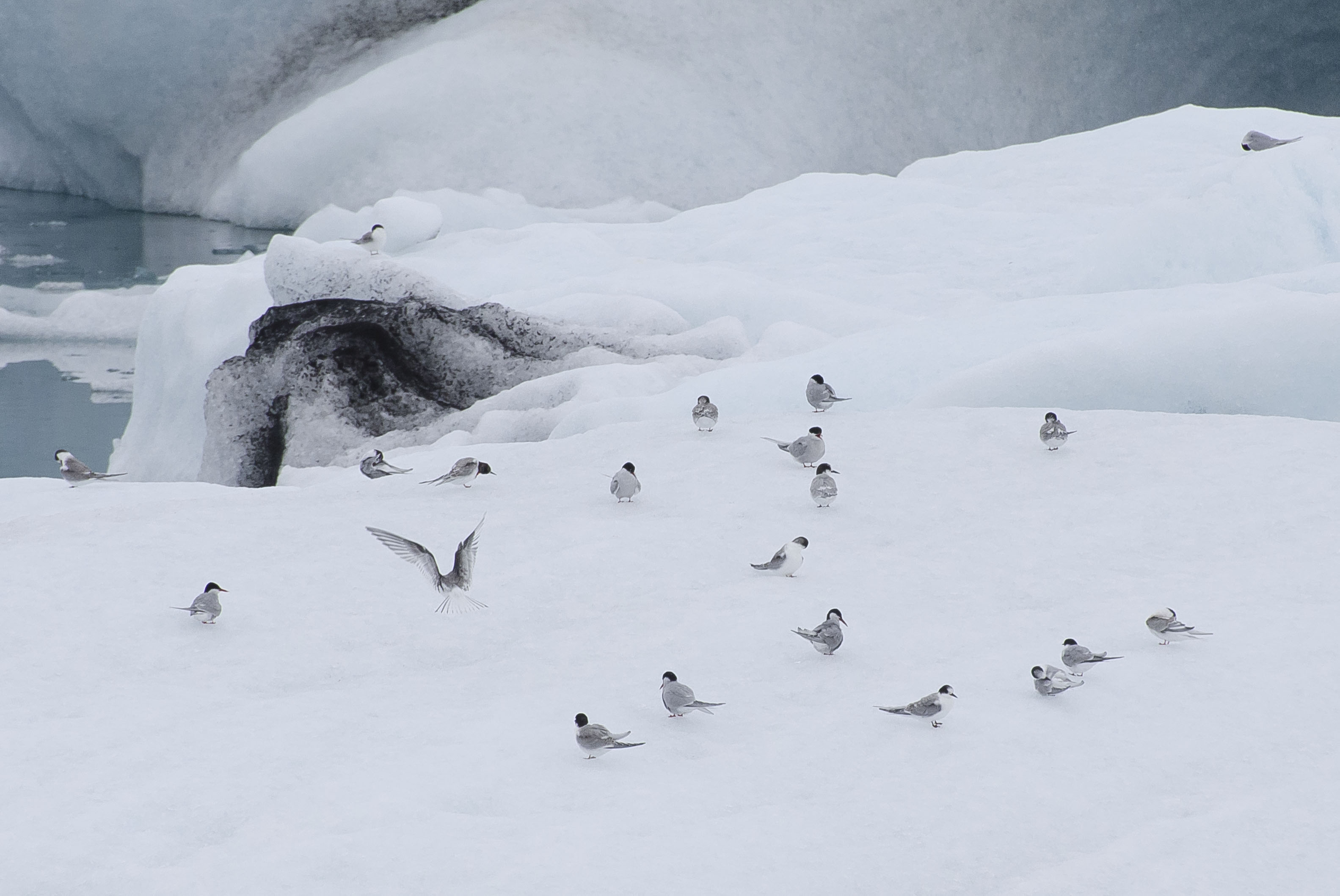
Hejno rybáků dlouhoocasých při odpočinku na ledu (Island)

Jedná se o široce rozšířený druh, který díky své dálkové migraci zavítá do všech oceánů a do těsné blízkosti všech kontinentů. V době hnízdění má cirkumpolární rozšíření prakticky v celé severní části holarktické oblasti od břehů Severního ledového oceánu po cirka 41° s. š. Po skončení hnízdění přelétává na jih jižní polokoule, kde se vyskytuje převážně ve vodách antarktické oblasti. Severní hranici výskytu tam utváří přibližně 52. rovnoběžka j. š., resp. moře kolem jižní Afriky, jižní Ameriky, jižní Austrálie a jižního Nového Zélandu; typicky se však zdržuje daleko od pobřeží. U břehů jižní Afriky zůstává část populace celoročně. K nejjižnějším oblastem výskytu patří Rossovo (76° j. š.) a Weddelovo moře (75° j. š.). Migruje nad vodou, takže v době tahu jej lze spatřit podél hlavních tahových tras všech velkých oceánů. Výjimečně se během tahu může zatoulat do pevninských států; pozorován byl např. ve Španělsku, Portugalsku, Bolívii nebo Ekvádoru.
Celková populace druhu byla v roce 2018 odhadnuta na 2,6–4,4 milionu jedinců. Evropská populace se odhaduje na 1,1–1,8 milionu dospělců, přičemž hned 60 % evropské populace žije na Islandu, kde se nachází kolem 1500 kolonií druhu.

### Výskyt v Česku
V Česku bývá rybák dlouhoocasý pozorován pouze vzácně. Ke konci roku 2018 Faunistická komise České společnosti ornitologické evidovala 39 záznamů druhu, k roku 2022 již 58. Drtivá většina pozorování pochází z doby jarního průtahu od dubna do června.

## Popis

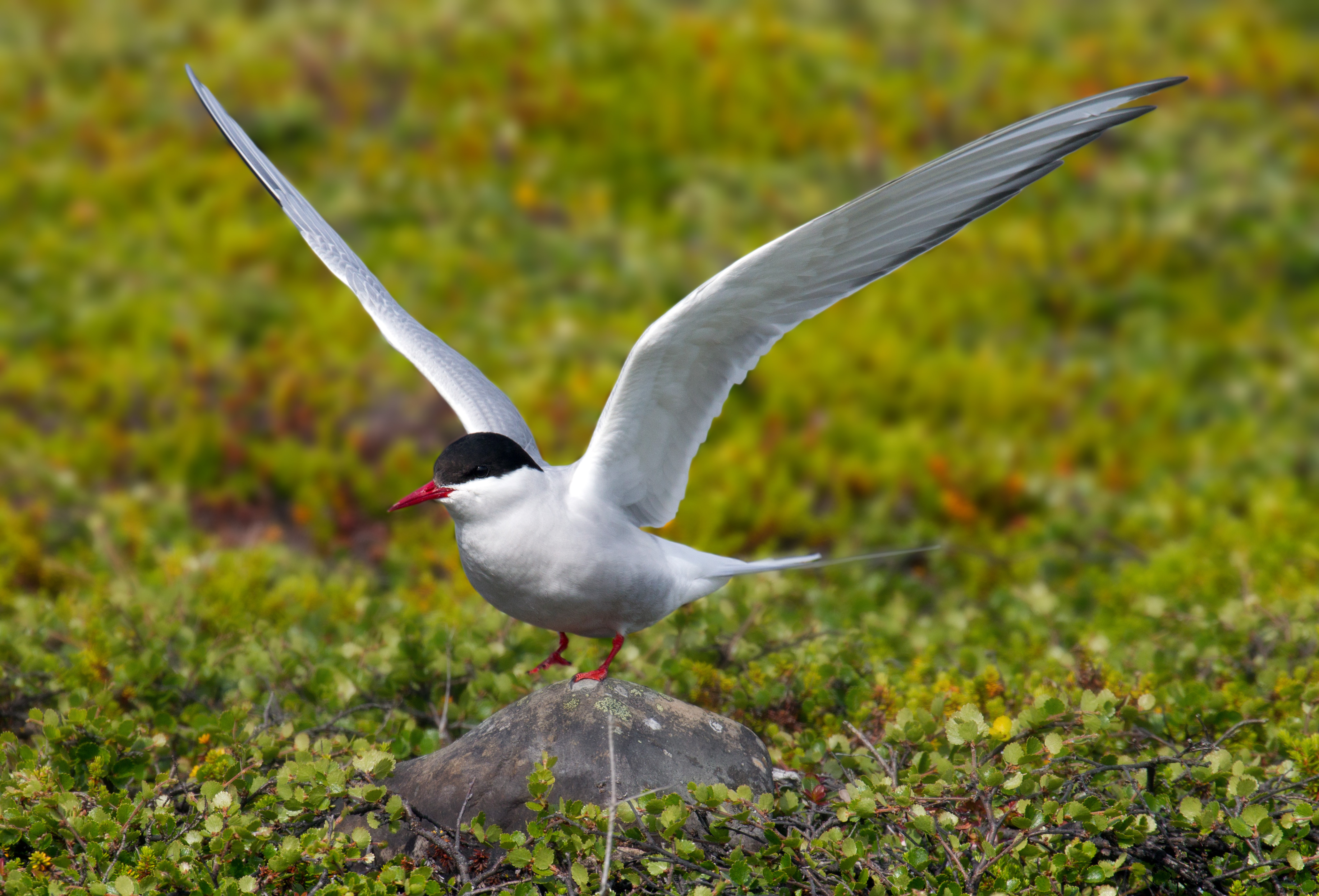
Dospělec

Jedná se o útlého, středně velkého, elegantně vyhlížejícího rybáka s velmi krátkýma nohama. Dosahuje výšky kolem 33–36 cm. Rozpětí křídel se pohybuje v rozmezí 76–85 cm, váha dosahuje 86–127 g. Dospělý jedinec ve svatebním šatu má nápadnou černou čapku, která pokrývá čelo, korunku a šíji. Toto tmavé opeření zasahuje až ke spodní části oka a mezi horním zobákem a spodní částí čapky ponechává velmi tenkou bílou linku. Tváře a horní část hrdla jsou bílé. Spodní část hrdla, hruď a břicho mají šedý nádech. Svrchní strana křídel je světle šedá, letky jsou bílé, zespoda průsvitné. Spodní strana křídel je bílá, podél konců ručních letek se vine tenký černý proužek, který nepatrně přesahuje až do konečků loketních letek. Ocas je hluboce vykrojený – rozdíl v délce středních a okrajových rýdovacích per bývá větší než 102 mm a ocas při posedu přesahuje konečky křídel. Zobák je červený, občas s černou špičkou. Duhovka je tmavě hnědá, nohy červené.

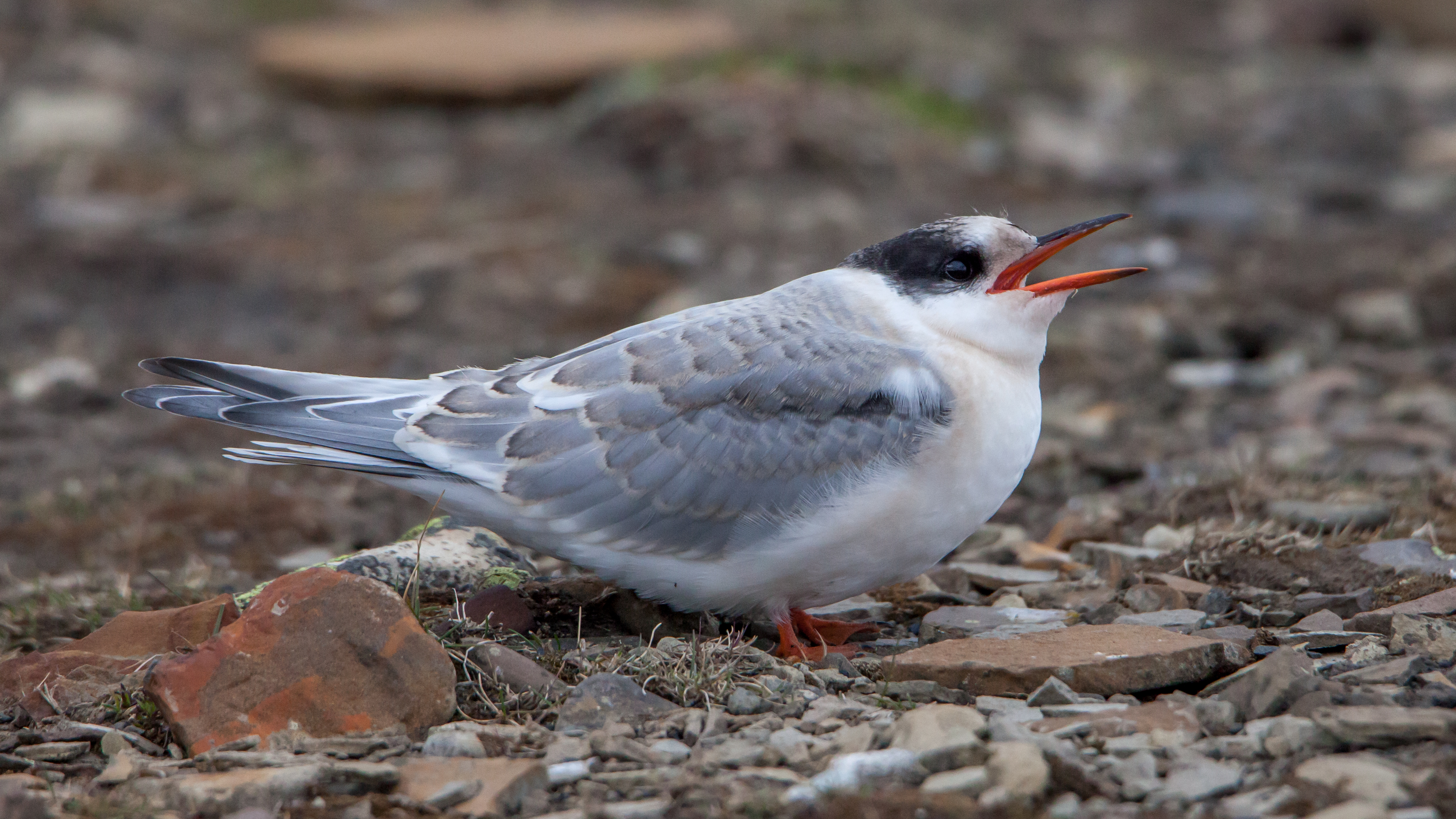
Nedospělý jedinec

Šat dospělce v jarním šatu se liší hlavně absencí jednolité černé čapky; hlava a krk jsou bílé, od zadní části korunky se objevuje černě špinavě pruhované opeření zasahující přes šíji a příuší až k oku. Ocas je šedší a vidlicová prohlubeň ocasu není tak hluboká. Spodní část těla je bílá. Zobák je černý, občas s bělavým konečkem. Nohy jsou tmavě červenohnědé až bledě černé.
Nedospělý jedinec je podobný dospělci v jarním šatu. Oproti dospělci má zaoblenější křídla a kratší, méně vykrojený ocas, kratší zobák a jeho opeření má teple hnědý nádech, okraje per jsou tmavě šedé. K výrazným znakům opeření nedospělce patří úzká černá rozpitá karpální páska (linie podél náběžné hrany křídla v oblasti lokte). Čelo je nahnědlé, krycí letky a krovky při vnitřní straně křídla mají hnědé proužkování. Zobák nedospělce je oranžovorůžový, vzdálenější část horního zobáku je černá. Nohy jsou oranžovočervené. Jak zobák, tak nohy s přibývajícím věkem rychle tmavnou.

## Biologie a ekologie

### Chování

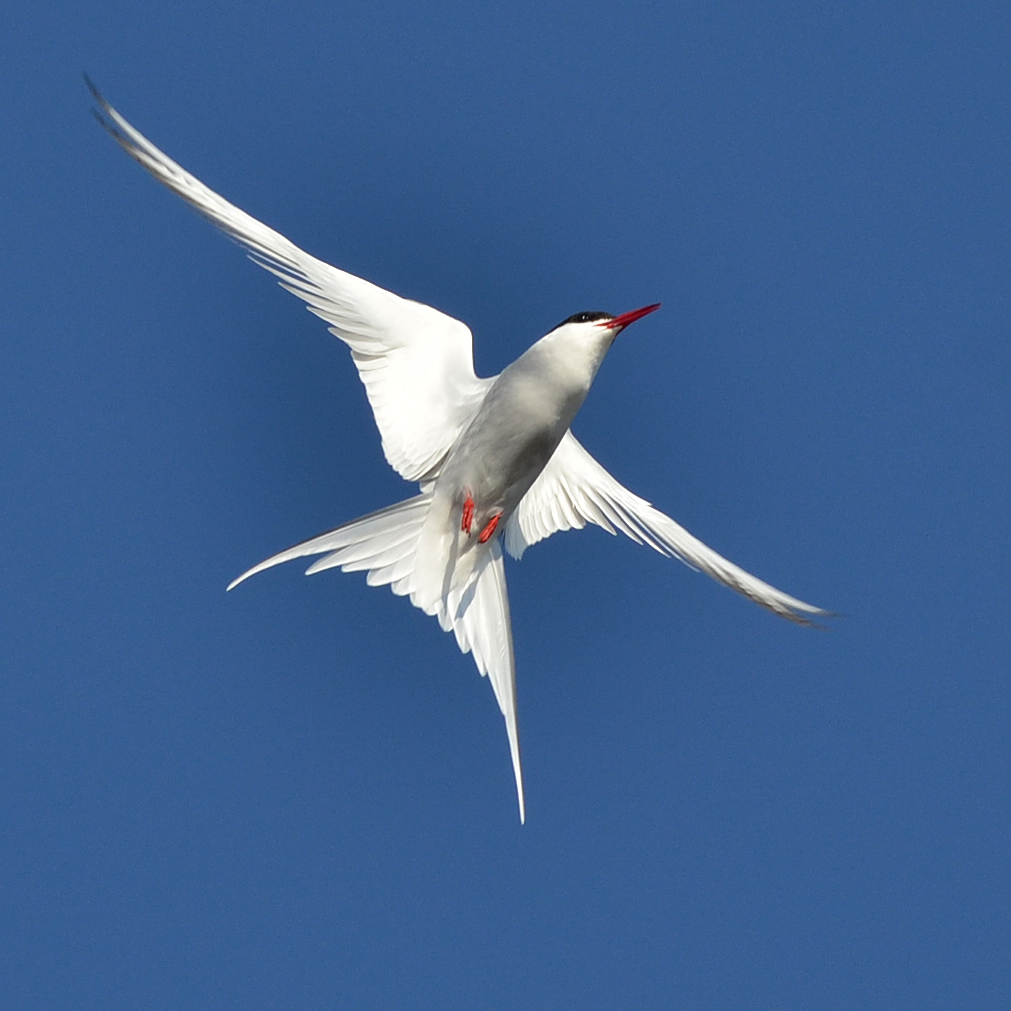
Rybák dlouhoocasý v letu s dobře patrnými špičatými úzkými křídly a hlubokým vykrojením ocasu

Rybák dlouhoocasý je denní pták s vrcholem aktivit za rozbřesku a úsvitu. Mimo hnízdění tráví veškerý čas na moři daleko od břehu. Jedná se o velmi zdatného letce, který často elegantně prolétává nad hnízdišti a krmišti. K nápadným letům mu dobře slouží dlouhá úzká křídla, která svým tvarem zajišťují energeticky relativně nenáročný let. V době hnízdění hřaduje během posedu na vejcích nebo v sedě při okrajích kolonie, případně i přímo na hnízdním teritoriu. Mimo hnízdiště hřadující rybáci formují početná hejna, která odpočívají na plážích, ostrůvcích či ledových krách. Hlasově se projevuje pípavým pronikavým pi-pi, pju pju pju, zvonivým prrí-eh či drnčivým kt-kt-kt-krrr-kt.... Při vyrušení vydává dvouslabičné krri-errrr.
Predátoři představují pro rybáky problém hlavně na hnízdištích, kde jsou vysoce náchylní na hnízdní predaci ze vzduchu (sokoli, sovy, krkavcovití, racci) i po zemi (lišky, lasicovití, krysy). Na dospělé jedince si troufnou pouze velké druhy sov, sokoli a norek americký. Vzhledem k množství predátorů a zranitelnosti rybáků při hnízdění na zemi se u nich vyvinulo vysoce agresivní chování, kterým vášnivě brání svá hnízdiště proti veškerým vetřelcům. Na teritoriální narušitele opakovaně agresivně nalétávají a za hlasitého křiku vetřelce pravidelně klovou. Člověka mohou takto snadno zranit a způsobit mu krvavá zranění, typicky na hlavě nebo v horní části zad. Občas dochází i k vnitrodruhovým bojům, ve kterých se typicky angažují samci, kteří si mohou způsobit vážná zranění i smrt.

### Potrava a kleptoparazitismus

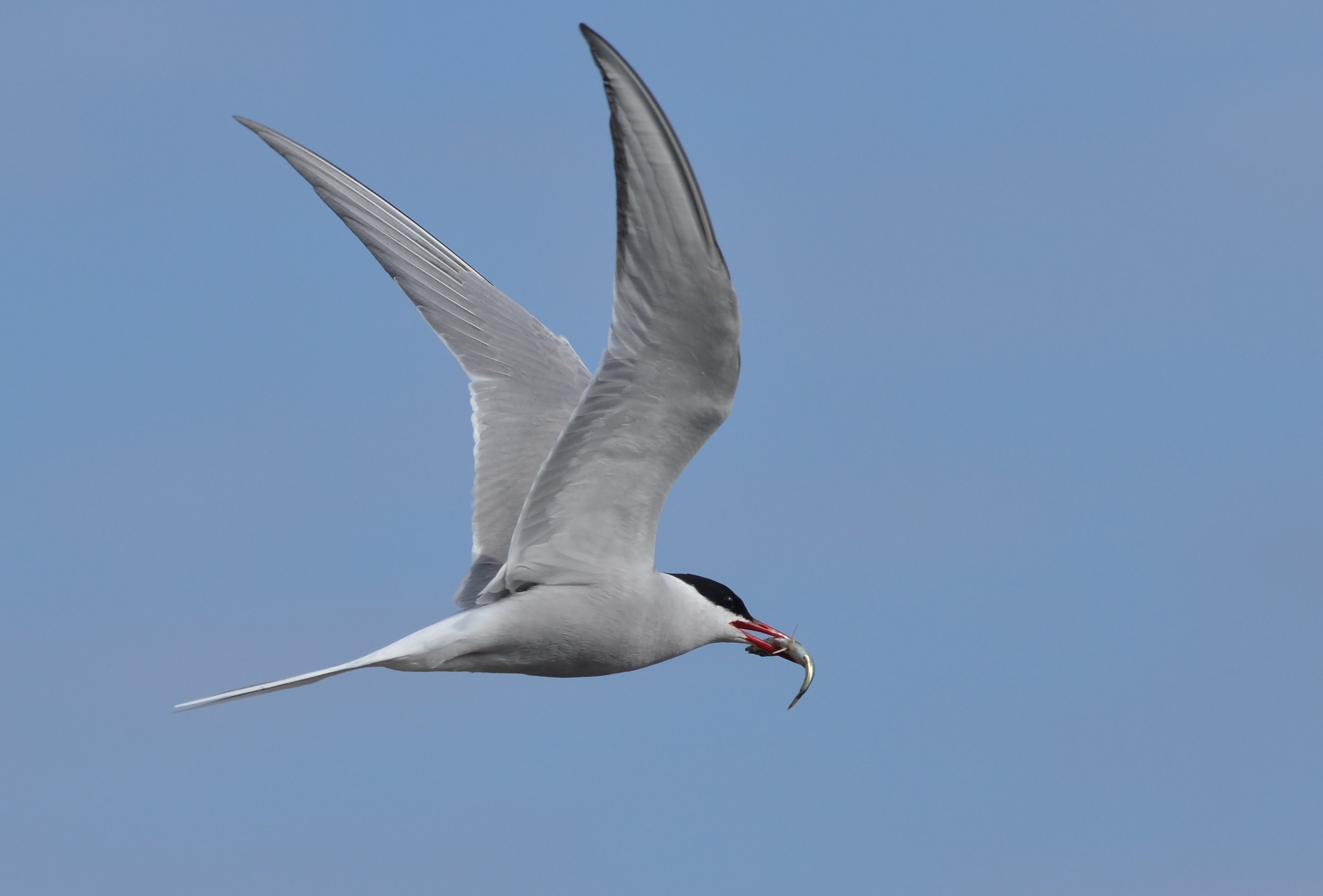
Rybák dlouhoocasý s potravou v zobáku

Živí se masožravě. Do jídelníčku patří hlavně menší rybky do délky 15 cm, jako jsou smačky, sledi, korušky nebo menší tresky. Požírá občas i korýše (různonožce, kril) a hmyz. V případě špatné dostupnosti této potravy může pozřít i červy, žížaly nebo měkkýše, po příletu do hnízdišť příležitostně sezobne i bobule. Potravu nejčastěji sbírá z moře zanořením celého těla pod vodu. Nezanořuje se na nijak dlouho ani hluboko; typicky se ponoří do 50 cm na dobu kolem jedné vteřiny. S potravou v zobáku se vynoří a spolkne ji při posedu na hladině, v době hnízdění ji donese na hnízdo. Vedle zanořování celého těla může potravu sbírat i ponořením nohou pod vodu a chňapnutím po kořisti drápy, někdy sbírá hmyz i za letu. Sbírání potravy bývá občas spojováno s kosticovci nebo tučňáky. K přepeřování dochází na jižní polokouli během tamějších letních měsíců. Během tohoto období rybáci příliš nelétají a spíše odpočívají na ledových krách nebo okrajích souvislejší ledové pokrývky (pack ice).
S rybákem dlouhoocasým je spojován kleptoparazitismus. K častým druhům, které potravně parazitují na rybákovi dlouhoocasém, patří chaluhy, racci (racek chechtavý, atlantický) i jiné druhy rybáků (rybák rajský, obecný). Zaznamenán byl i vnitrodruhový kleproparazitismus. Zatímco většina kleptoparazitů pronásleduje rybáka dlouhoocasého v době sběru potravy během hnízdění, chaluha příživná a malá pronásledují rybáky dlouhoocasé celoročně včetně doby tahu, a mohou je dokonce přinutit vyvrhnout jídlo. Naopak rybák dlouhoocasý byl zaznamenán při uzmutí jídla rybáka obecného i aleutského, papuchalka severního, potápky žlutorohé či alkouna obecného.

### Hnízdění

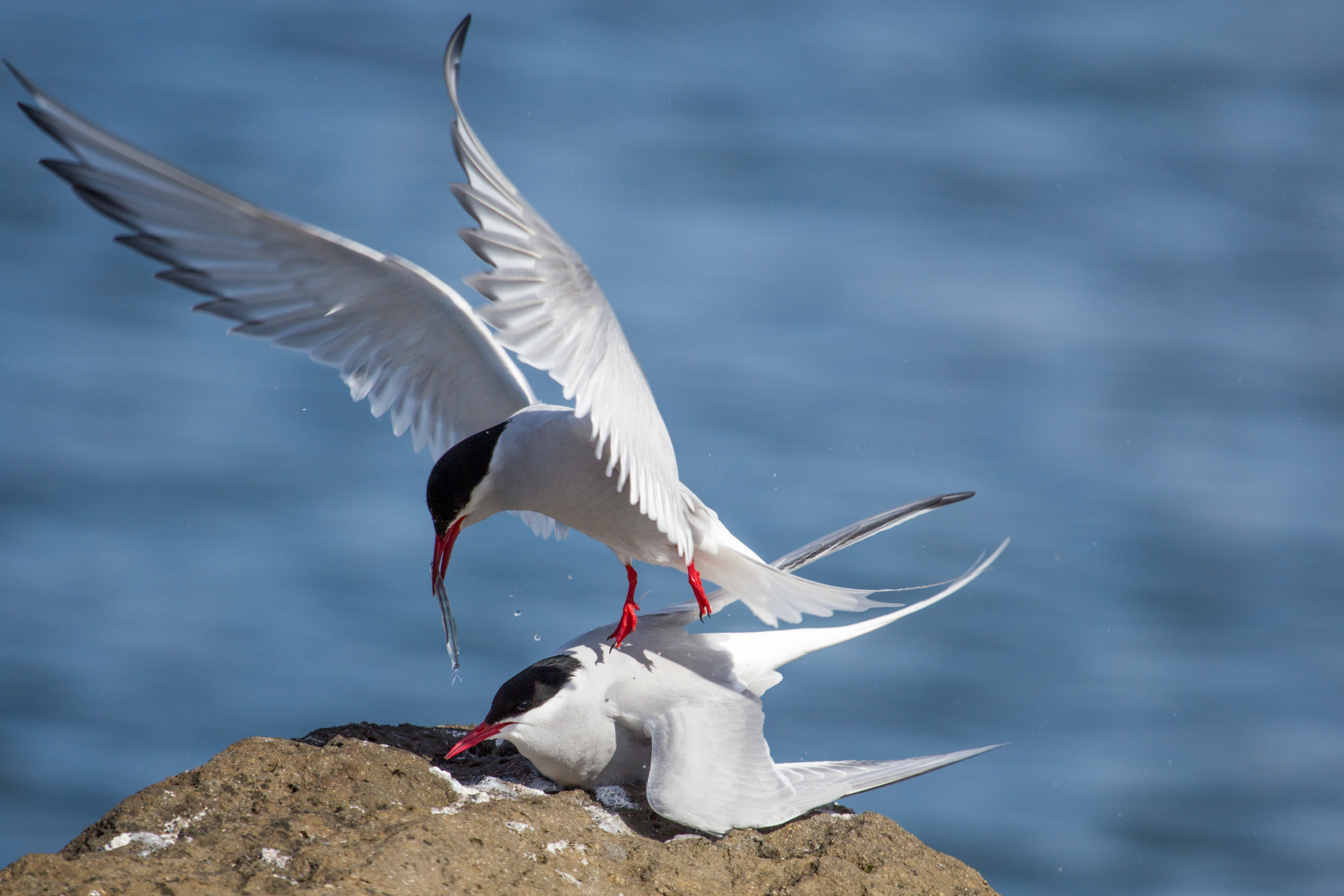
Pár v době námluv – samec donáší potravu samici (Island)

Hnízdí v pobřežních oblastech severských moří, na menších ostrůvcích, pobřežních kosách i poměrně hluboko ve vnitrozemí severské tundry. Hnízdní biotop tvoří hlavně spoře zalesněná krajina s pokrývkou vegetace do 40 %. Samotná hnízda bývají umístěna na písčitých nebo oblázkových plážích, v březích říčních toků, močálech, vřesovištích, rašeliništích i na loukách nebo na ostřicovitých pastvinách. Hnízdo je typicky umístěno v blízkosti vody. K zahnízdění dochází v červnu a červenci. Hnízdní v koloniích. Rybáci dolétávají do svých hnízdišť kolem 15 dní před nakladením prvního vejce v kolonii.
Není jasné, kdy dochází k formování páru, avšak námluvní lety byly pozorovány ihned po příletu do kolonie i na moři. V době námluv se samci prolétávají nízko nad koloniemi a zobáky plných rybek se snaží upoutat pozornost samic. Samice v případě zájmu vzlétne za samcem, kolem kterého prolétne s rovně nataženým tělem. Námluvy pokračují na zemi, kde samec sklání hlavu k zemi za pravidelného roztahování a stahování křídel, zatímco samice jej pozoruje s hlavou vztyčenou vzhůru. Pár se pevněji utužuje zásnubním krmením, při kterém samec neustále donáší samici potravu, až časem samice nejí nic jiného než samcovu donesené jídlo. Pár nedlouho poté kopuluje a zůstává spolu do konce hnízdní sezóny.

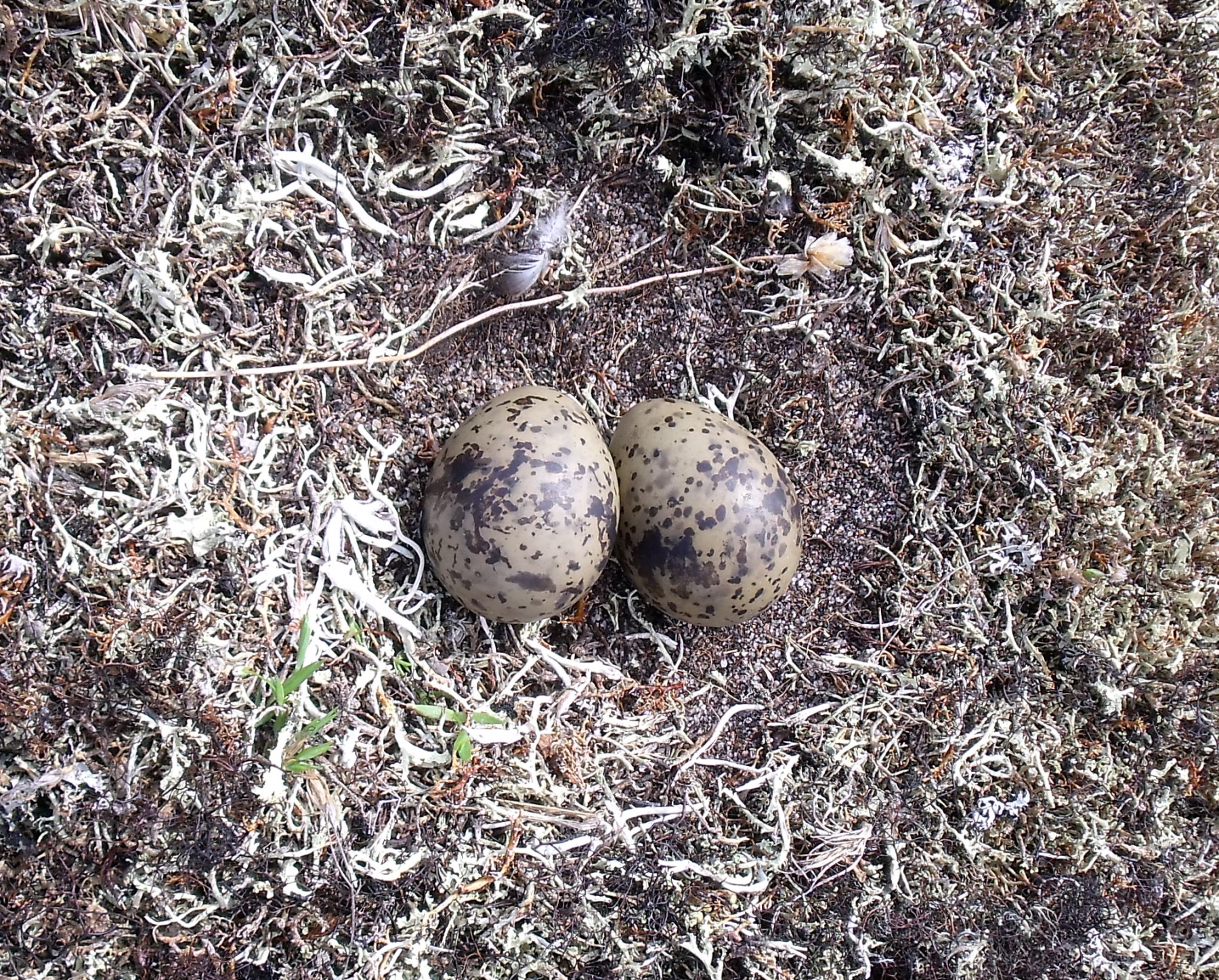
Snůška se dvěma vejci

Hnízdo staví oba partneři. Představuje ho jen mělký důlek v zemi nedbale vystlaný rostlinným či jiným dostupným materiálem. Samice klade 1–3 vejce žlutohnědé až olivové barvy s hnědými a černými flíčky. Rozměr vejce bývá 3,6–4,7 × 2,6–3,2 cm. Průměrný interval mezi kladením vajec jsou 2 dny (rozmezí 1–4 dny). Kladení vajec je v rámci kolonie dobře synchronizováno a všechna vejce bývají nakladena do 10 dnů od snesení prvního vejce v kolonii. S sousední kolonii se však může načasování lišit. Inkubaci zajišťují oba partneři po dobu kolem 20–24 dní. Sezení na vejcích je sdíleno mezi partnery rovnoměrným dílem, samice většinou inkubuje v noci. Vejce jsou partnery inkubována nepřetržitě, pouze v případě nedostatku jídla může dojít k delším pauzám, v krajním případě i k zavrhnutí snůšky.
Ptáčata se rodí semiprekociální, jejich oči jsou otevřené. Novorozeňata jsou obalena prachovým peřím, které je převážně šedé nebo hnědé. Ptáčata ze stejné snůšky však nemusí být zbarvena stejně. Již 2–3 hodiny po narození se mohou postavit a přijímat potravu. 1–3 dny po narození opouští hnízdo, aby se skryla v okolí, k čemuž jim pomáhá jejich kryptické prachové peří. První 4 dny jsou ptáčata nepřetržitě zahřívána rodiči (hlavně samicí), poté bývají ponechána většinou o samotě s výjimkou krmení a chladných deštivých dní, kdy je rodiče nadále zahřívají. Někdy ve věku 3–4 týdnů u nich dochází k prvnímu letu, avšak s rodiči zůstávají ještě několik týdnů. Jejich potravu zajišťují oba rodiče.

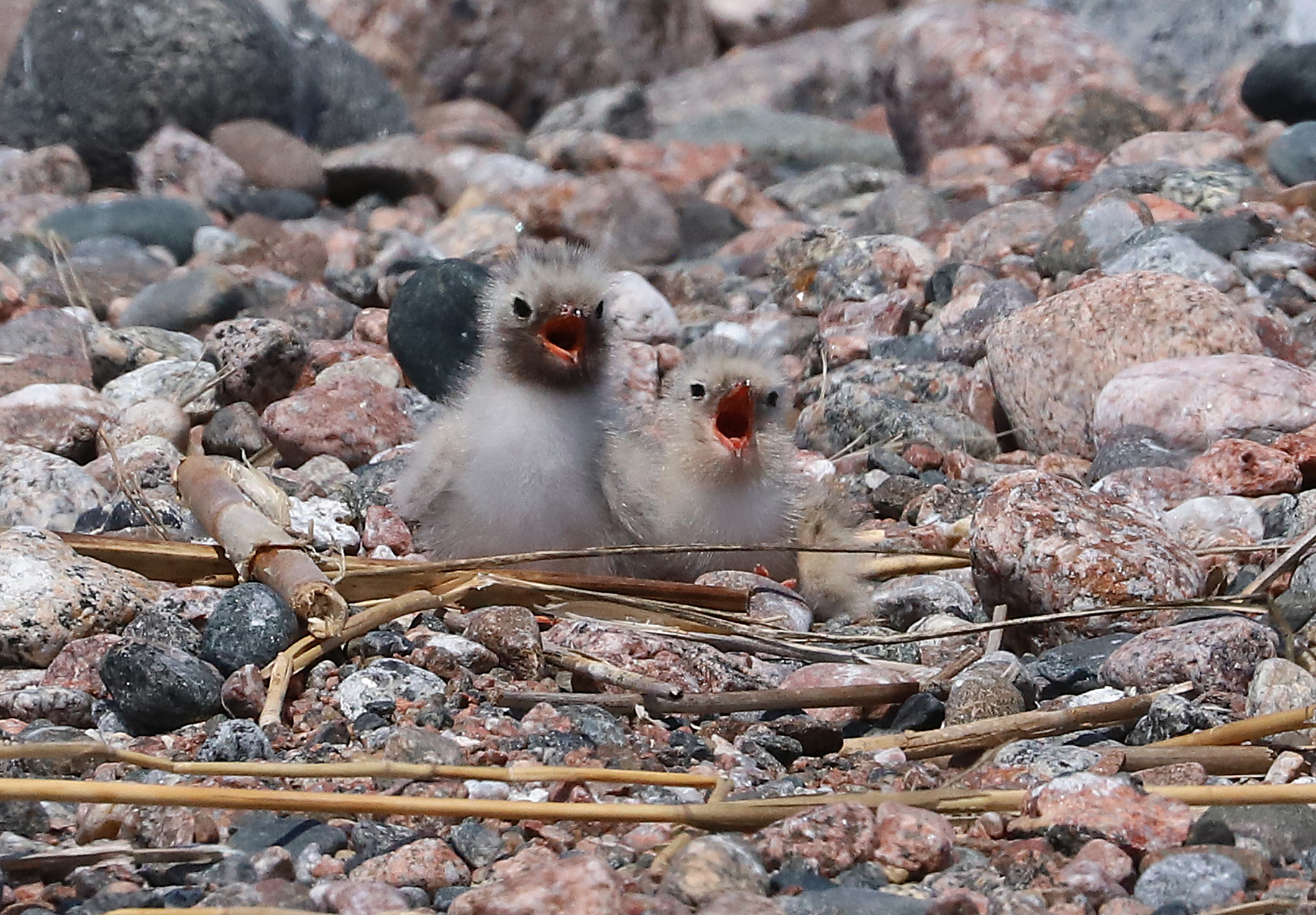
Ptáčata na hnízdě

Jakmile začne docházet k odletu rodičů na jih, mladí jedinci odlétávají také, avšak namísto do Antarktidy zamíří do moří s mírnějším klimatem, kde přečkají nějakou dobu, než se vrátí do arktické oblasti k prvnímu zahnízdění. K prvnímu zahnízdění dochází ve věku 3–4 let. Může se dožít až 34 let.

### Migrace
Rybák dlouhoocasý je dálkový migrant, který přelétává mezi arktickými hnízdišti a antarktickými zimovišti, čímž zažívá dvě léta s extrémně dlouhým množstvím denního světla. Podle odhadů vytěžuje až 80 % dostupného denního světla na Zemi, takže každoročně zažívá více denního světla než jakýkoliv jiný živočišný druh. K migraci na jih dochází od srpna do listopadu, zpět táhne v dubnu a květnu. Protože rybák dlouhoocasý nelétá v přímé linii a na zimovištích se honě pohybuje, ročně může urazit i 80– 90 tisíc kilometrů a během jediného letu může uletět i 8000 km předtím, než dosedne na hladinu k odpočinku a doplnění energetických zásob. Za celý život rybák dlouhoocasý může nalétat i několik milionů kilometrů. Většina populace rybáků dlouhocasých využívá při letu na jih jednu ze tří následujících tahových tras: atlantická trasa podél západní Afriky, atlantická trasa podél Brazílie, pacifická trasa podél Severní Ameriky. Při cestě zpět se rybáci typicky vrací střední částí Atlantiku nebo Pacifiku. Některé jiné tažné druhy překračující rovník také využívají tyto trasy.

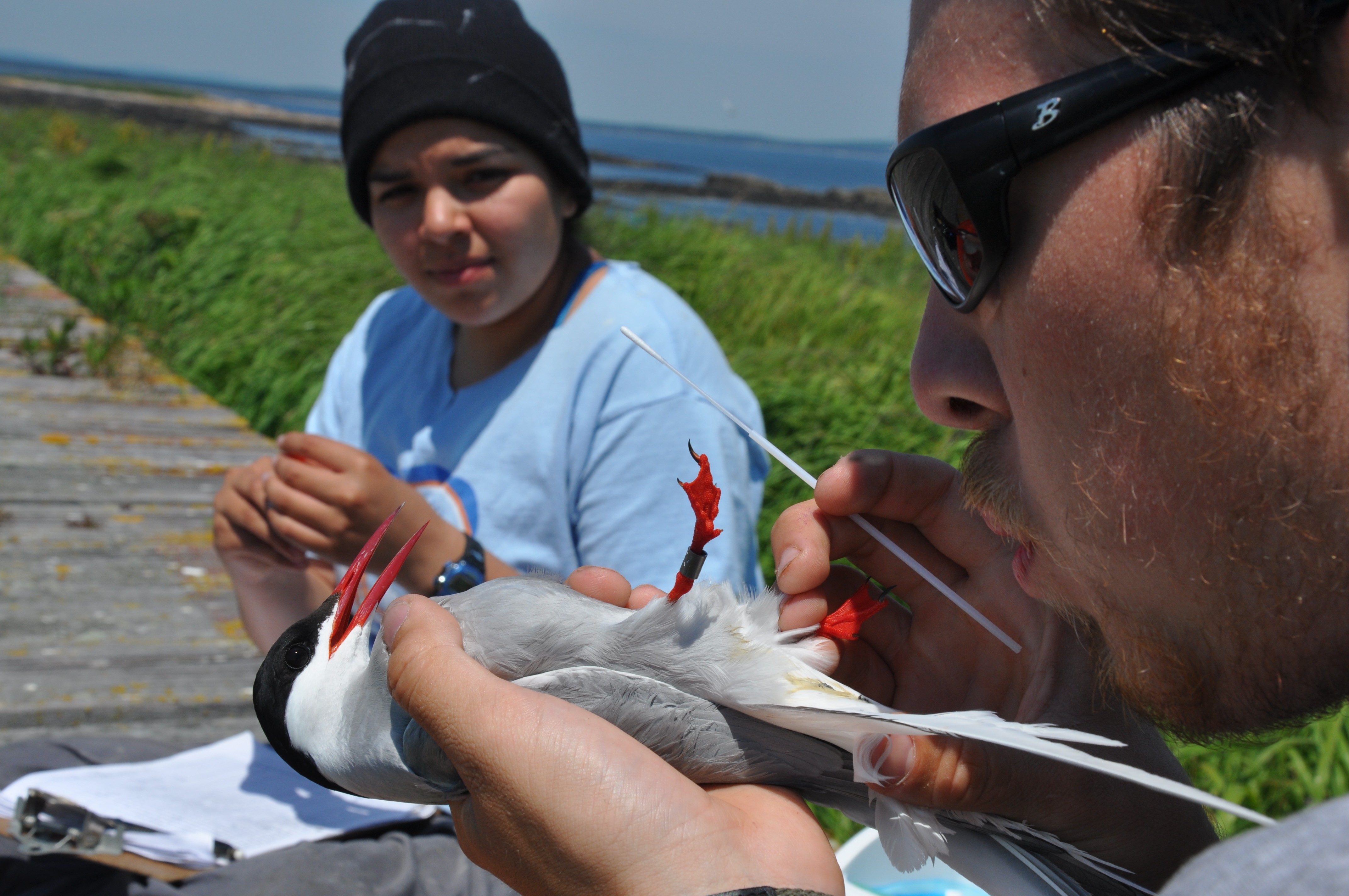
Kroužkování rybáka dlouhoocasého patří k důležitým metodám poznávání jeho tahových cest (fotografie z Maine, USA)

Během migrace se rybáci mohou zastavit na tahových zastávkách, kde dočerpávají energii. Takové zastávky se nachází v místech s bohatou úživností oceánu. Při výzkumu migračních návyků populací hnízdících v Grónsku a na Islandu bylo zjištěno, že rybáci dlouhoocasí zastavili v Severním Atlantiku při hranici mísení vysoce výživných studených oceánských vod a méně výživných teplých vod. Vykrmovali se tam v průměru 24 dní, než pokračovali dále na jih nad teplejší část Atlantiku. Část ptáků pokračovala podél afrického pobřeží, část se vydala tahovou cestou blíže k Jižní Americe (stále velmi daleko od pobřeží). Aby rybáci dokázali extrémně dlouhou migraci vůbec vykonat, uzpůsobují konkrétní trasu migrace větrům i rozmístění oceánských živin. Studie ze Špicberků seznala, že rybáci dlouhoocasí při cestě na jih preferovali delší let s více zastávkami v místech s velkou úživností oceánu. Naopak na jaře při tahu na sever se zaměřovali hlavně na příznivé větry, které jim pomohly překonat velké vzdálenosti rychleji. Rychlost podzimní migrace z jihu na sever byla dokonce 1,5× rychlejší než migrace ze severu na jih. Zajímavé přitom je, že u srovnávací studie migračních návyků rybáků z Nizozemí a Špicberk bylo zjištěno, že špicberská populace umí využívat zadních větrů mnohem lépe než rybáci z Nizozemí. To napovídá, že schopnost využívání větrů není u rybáků univerzální a může se u jednotlivých populací lišit.

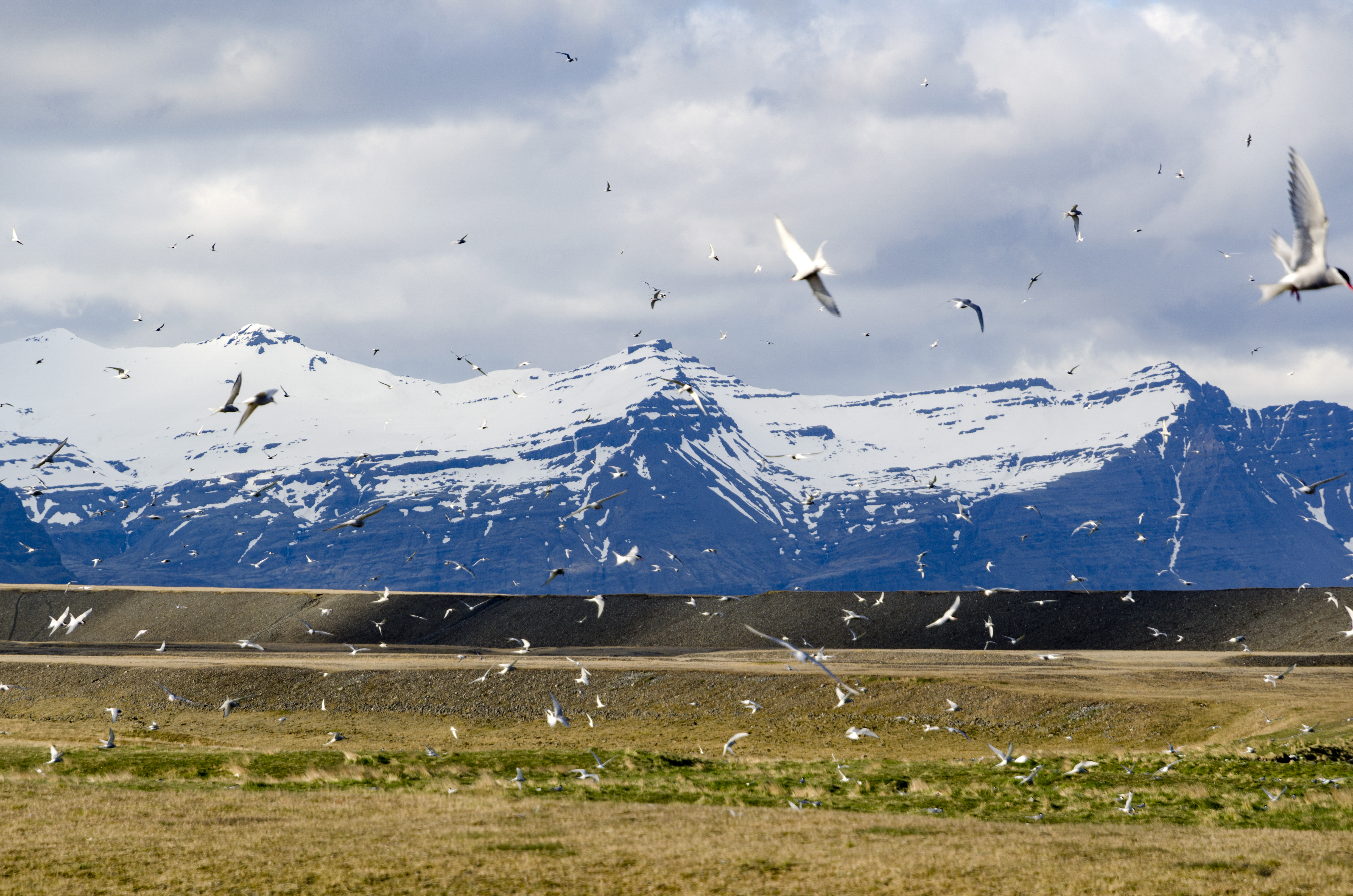
Hnízdiště rybáků dlouhoocasých na Islandu

I když rybáci dlouhoocasí typicky migrují přes otevřené oceány, rybáci z ostrovů Farne (severovýchod Britských ostrovů) započali svou pohnízdní migraci tahem nad Irským mořem, čili místo tahové cesty podél východního pobřeží Britských ostrovů zvolili migraci přes britskou pevninu. Co více, část sledované populace patrně přeletěla i Irsko, než se stočili k jihu a pokračovala v migraci přes Atlantik.
Není zcela vyjasněno, zda někteří čerstvě vylíhlí jedinci absolvují celou dálkovou migrační trasu v prvním roce života. Při nejmenším část z nich spolu s dospělci, kteří se rozhodli v daný rok nezahnízdit, zůstávají na oceánem v oblastech s mírnějším klimatem (od mírného po tropický pás).

## Vztah k lidem

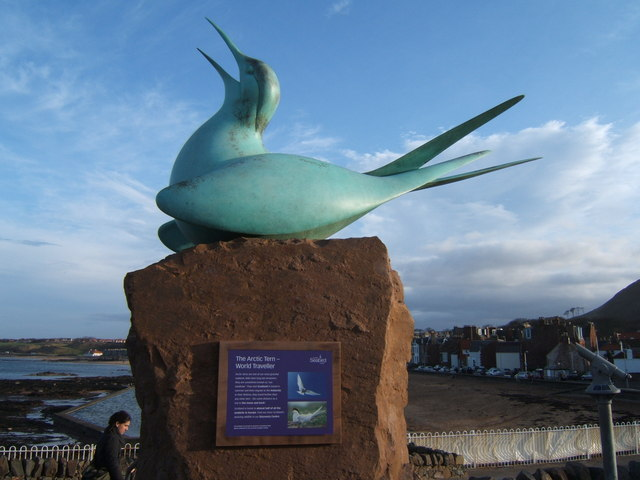
Socha rybáky dlouhoocasého ve Skotsku

Schopnost dálkové migrace rybáka dlouhoocasého vyzdvihl již v roce 1915 americký ornitolog Wells Cooke, který rybáka dlouhoocasého prohlásil za „světového migračního šampióna“. Rybáci dlouhoocasí byli nedlouho před rokem 1915 spatřeni ve Weddelově moři, což na Cooka udělalo hluboký dojem, i když, jak sám přiznal, o tahových cestách rybáků se nevědělo zhola nic. V první polovině 20. století pomohlo poodhalit „tajemství“ migračních cest rybáků kroužkování i přímá pozorování migrujících ptáků podél pobřeží a přes otevřený oceán. Průlom v mapování a porozumění tahových cest pak přinesl vynález geolokátorů, který dal vzniknout již několika studiím zabývající se mapováním migračních cest rybáků dlouhoocasých.

### Ohrožení
Globální populace rybáka dlouhoocasého není akutně ohrožena, pročež Mezinárodní svaz ochrany přírody druh hodnotí jako málo dotčený. Početnost druhu přesto pomalu, avšak permanentně klesá. Pokles některých místních populací je patrně způsoben kombinací faktorů. V některých oblastech druhu hrozí predace invazivními druhy živočichů. Konkrétně ve Finsku byla zaznamenána predace norkem americkým, který snižuje hnízdní úspěšnost místní populace pleněním hnízd. Dospělí rybáci ve snaze bránit své potomky se pak vystavují zvýšenému riziku během bránění svých hnízd.

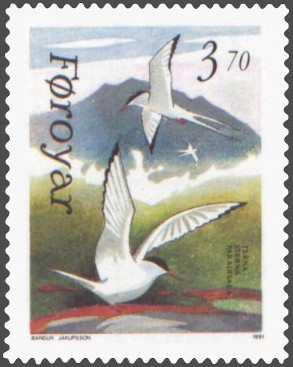
Známka z Faerských ostrovů zachycující rybáky dlouhoocasé

V Severní Americe stále dochází ke sběru vajec rybáků dlouhoocasých pro lidskou konzumaci. Na Aljašce byl dokonce zaznamenán případ, kdy několik místních domorodých obyvatel vysbíralo všechna vejce v místní kolonii rybáků. Sběr vajec může v krajním případě způsobit i zavrhnutí celé kolonie. Někteří rybáci mohou padnout za oběť pytlákům ze západní Afriky, kteří loví tažné ptáky na jídlo. K historickým příčinám poklesu početnosti druhu patří bezbřehý odstřel dospělých ptáků, jejichž peřím ze zdobily módní čapky. Sběr vajec byl původně široce rozšířen v Severní Americe i Grónsku, není však jasné, jaký vliv měl na celkovou populaci.
Stěžejní problém rybáků dlouhoocasých do budoucna představuje globální oteplování. Následkem narůstající teploty bude docházet k zániku jejich přirozeného prostředí. Se vzrůstající teplotou moře již teď dochází ke změně distribuce potravy; jmenovitě na Faerských ostrovech dochází k úbytku smaček, hlavního potravního zdroje místních rybáků dlouhoocasých, což se negativně promítlo na početnosti rybáků. Při nejmenším smačky ze Severního moře se navíc čím dál tím více zmenšují, což je dáváno do souvislosti se změnou teploty moře. V jiných oblastech zase dochází k úbytku smaček následkem nadměrného rybolovu. Podobně populace ze západního Islandu může klesat následkem nedostatku potravy. V důsledku oteplování planety budou nastávat i změny u větrných vzorců, jejichž využití je u rybáků důležité pro úspěšnou migraci. Adaptační schopnosti na tyto změny se u jednotlivých populací rybáků mohou lišit, takže rybáci s menší měrou přizpůsobivosti se mohou ocitnout v ohrožení.

### Ochrana
K ochranným opatřením druhu patří kontrola invazivního rozšíření norka amerického, případně dalších nepůvodních predátorů. V některých oblastech připadá na zvážení i ochrana před racky, a to zejména v místech, kde ochranáři usilují o rekolonizaci rybáka dlouhoocasého do jeho původních kolonií. Rybák dlouhoocasý je chráněn smluvními státy Dohody o ochraně africko-euroasijských stěhovavých vodních ptáků.